# Bernardino de Conti

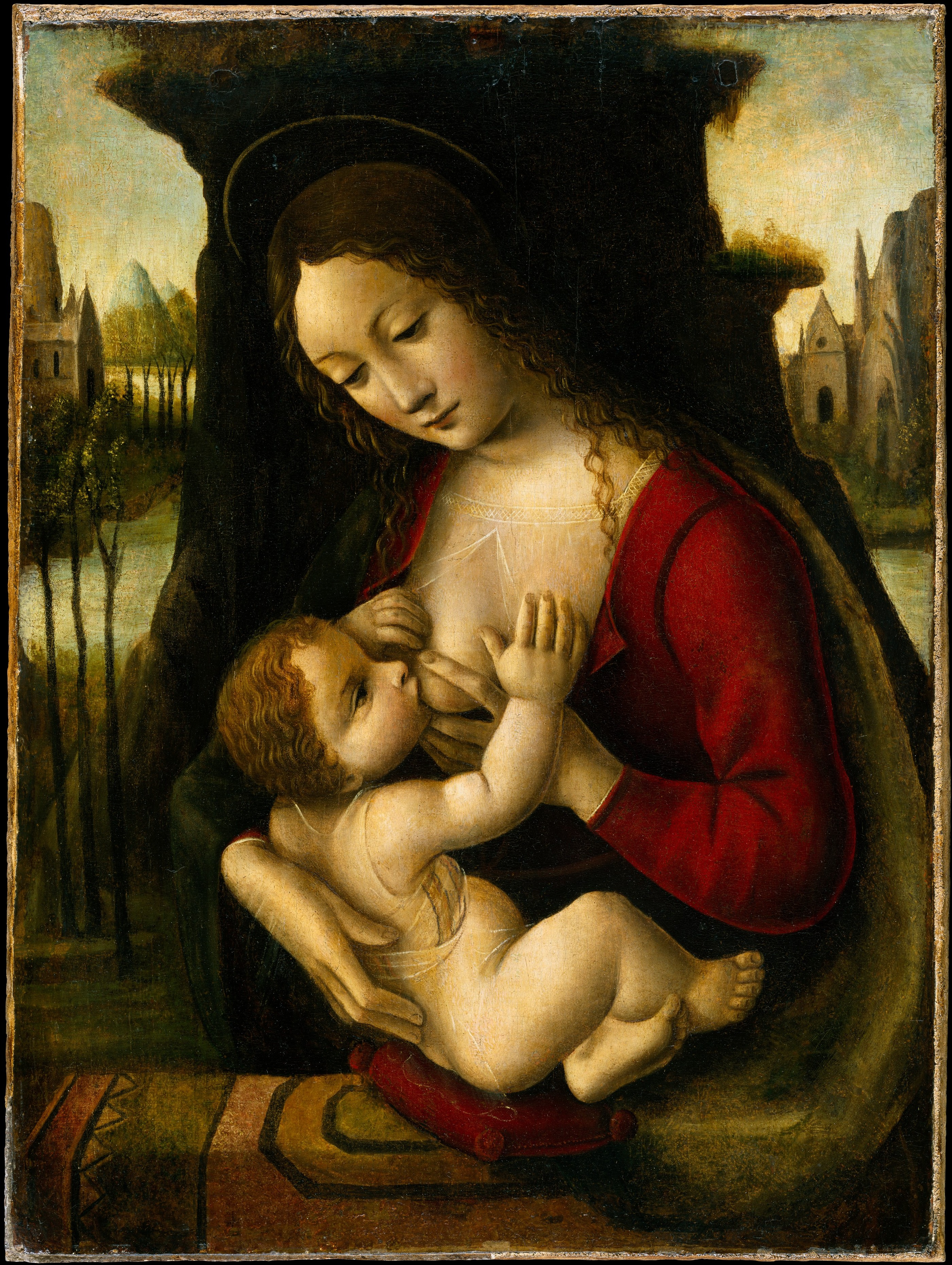
Madonna amb el Nen, Metropolitan Museum of Art

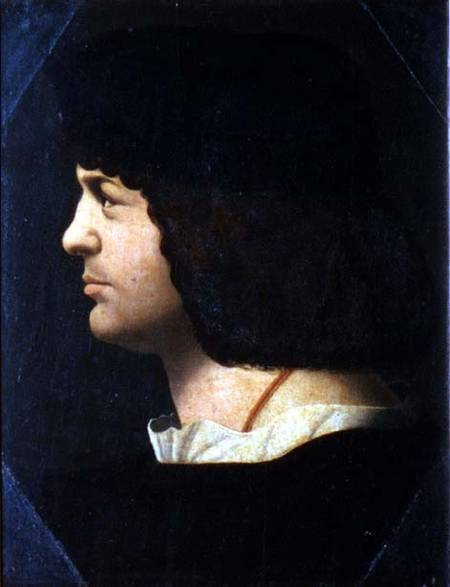
Retrat viril, Galeria degli Ufffizi

Bernardino de Conti (Castelseprio, 1470 - Pavia, 1523) va ser un pintor de la Llombardia.

## Biografia
Fill del "mestre" Baldassarre, domiciliat a Milà el 1494, segons confirma la signatura "Bernardinus de Cornite de Mediolani", escrita per l'artista en molts quadres; poca informació sobre la vida del pintor pertanyent, segons alguns historiadors de l'art, a la família dels comtes de Castel Seprio, com ho demostra la signatura impresa al retrat masculí conservat a Roma a la col·lecció Sterbini.
La seva formació artística es va dur a terme a Pavia, prenent com a models de referència Vincenzo Foppa i els pintors llombards pre- Leonardo. El retaule de San Pietro in Gessate és l'obra religiosa més antiga de la seva carrera; no hi ha cap informació rellevant que el concerneixi des de l'any 1508 fins al 1522. En conseqüència, els historiadors de l'art especulen que es va traslladar a França. L'última obra documentada es remunta a 1522, un  Mare de Déu amb el Nen, de manera que és probable que l'artista morís en aquests anys.
Les seves obres signades testimonien una gran predilecció pels retrats d'importants personalitats de la vida política llombarda i, en menor mesura, un cert interès pels temes sagrats, dignament representats per la sèrie Madonna i Nen (1523) i pels Àngels i ànimes del Purgatori (1502).
Entre les obres realitzades entre 1496 i 1523 cal esmentar: el Retrat de Francesco II Sforza de petit (1496), a la Pinacoteca Vaticana; el Retrat masculí (1497), a la col·lecció Crespi de Milà; el Retrat d'un prelat (1499), als Museus de Berlin-Dahlem; el Retrat de Charles d'Amboise (1500), conservat a la Pinacoteca Cívica de Varallo (1500); el Retrat de Sisto della Rovere (1501), al Schlossmuseum de Berlín; el Retrat de Catellano Trivulzio (1505) al Brooklyn Museum ; el Retrat d'Alvise da Besozzo (1506), als museus de Berlín.

Si els crítics d'art solen inserir Bernardino de Conti a les files de Leonardo per a obres religioses, el pintor, sobretot en l'execució dels retrats, va demostrar ser més autònom, tant per a la visió de perfil tradicionalment llombarda sobre un fons neutre o fosc., amb una atenció als detalls del vestuari que suggereixen la seva familiaritat amb la miniatura, tant per a una duresa plàstica com de dibuix de derivació nòrdica. 

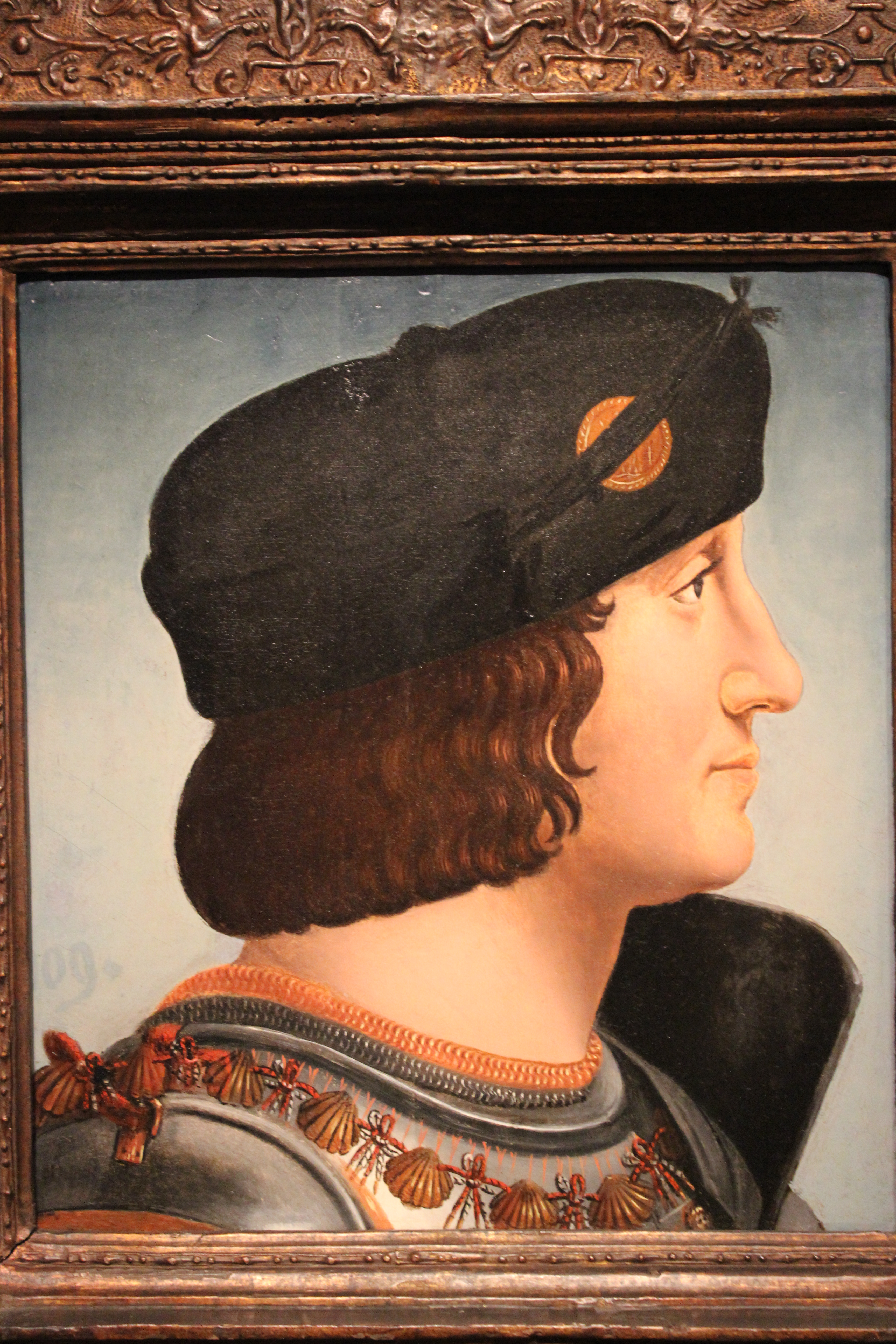
Retrat de Charles d'Amboise, 1500, Seattle Art Museum
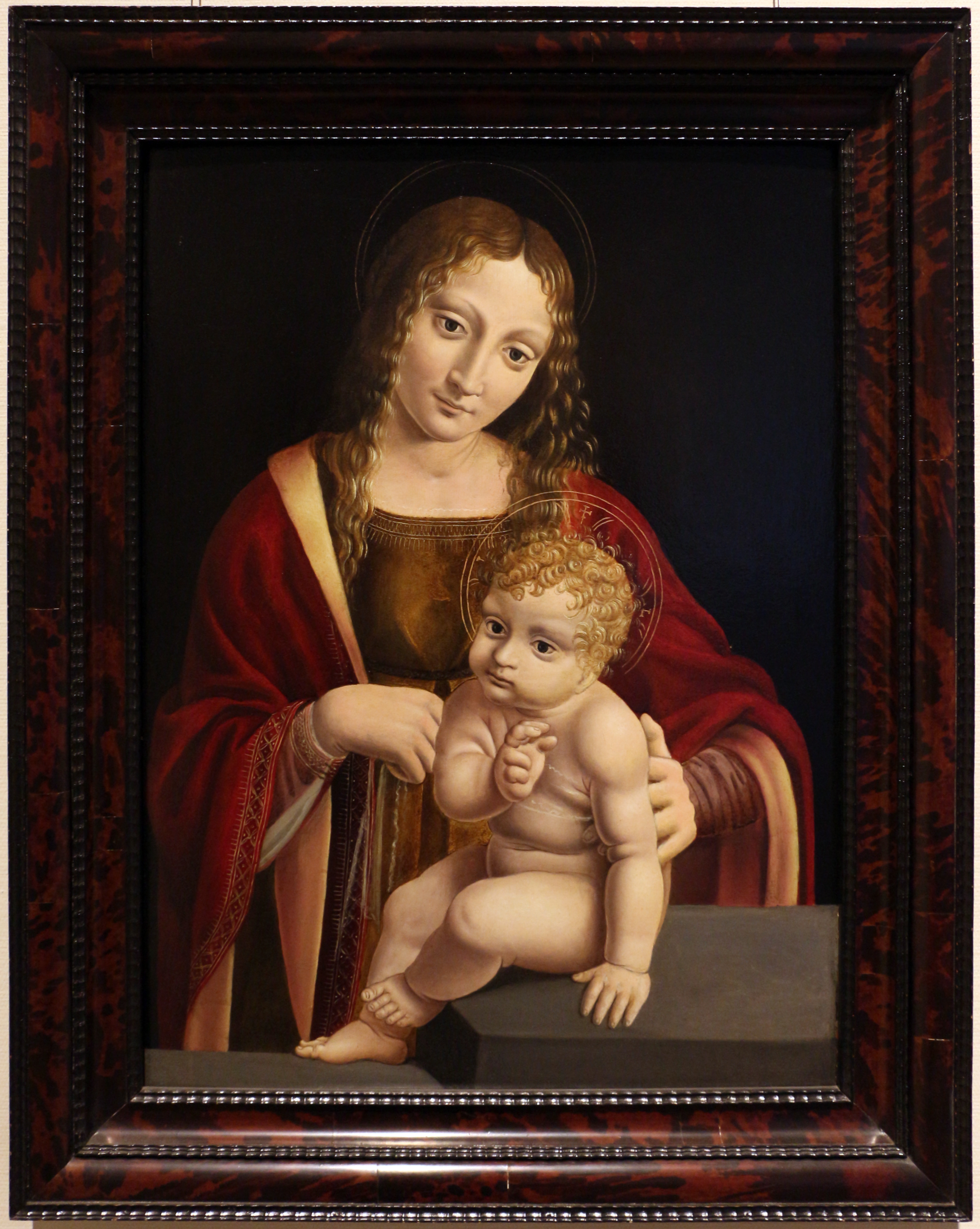
Madonna i el Nen, 1500, Galeria d'imatges del castell Sforza
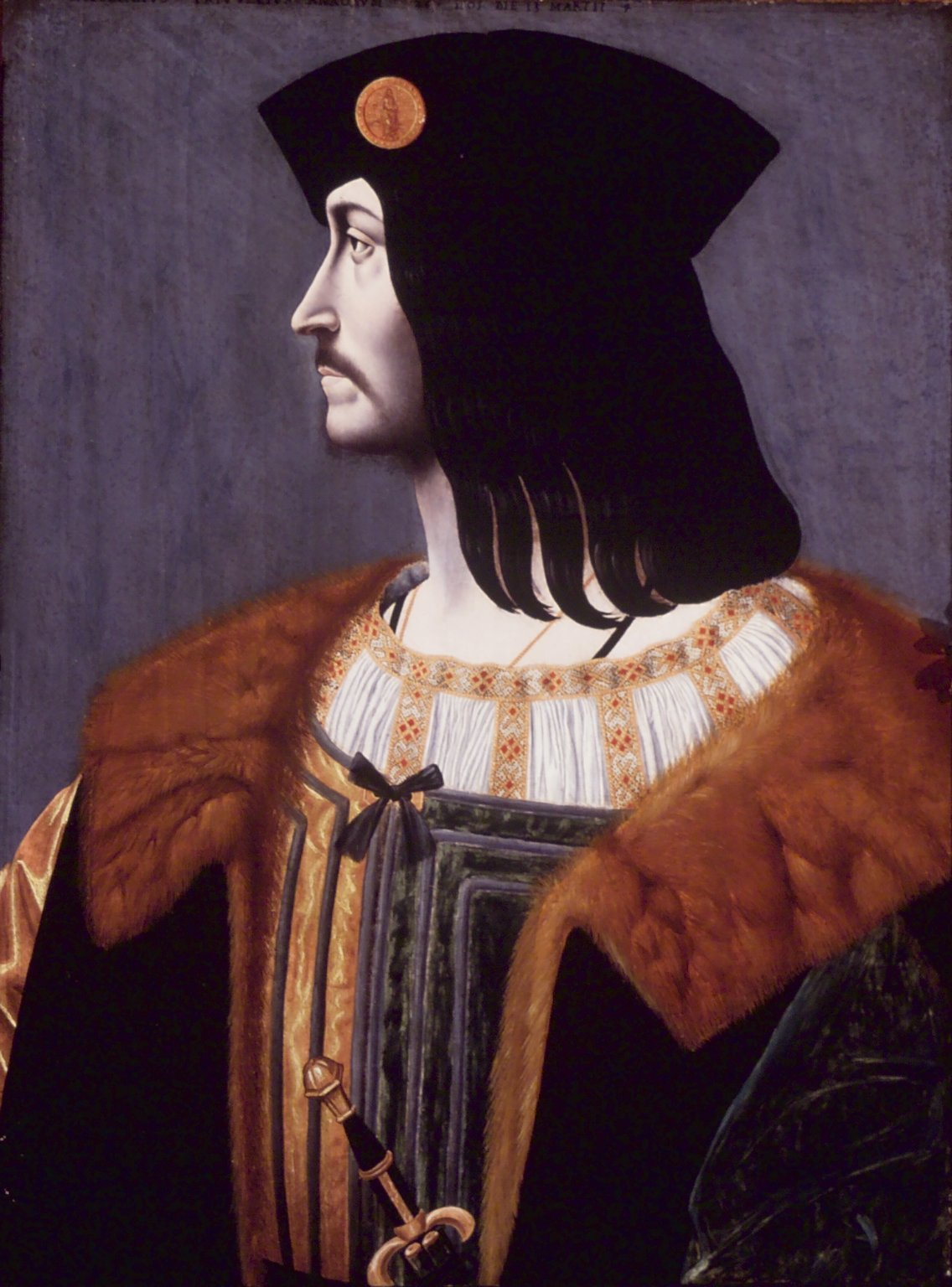
Retrat de Catellano Trivulzio, 1505, Brooklyn Museum
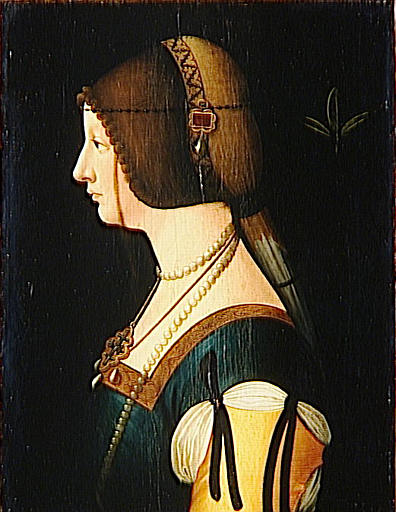
Retrat de Bianca Maria Sforza, Museu del Louvre